# Bob Mackie
Robert Gordon Mackie, detto Bob (Monterey Park, 24 marzo 1939), è uno stilista e costumista statunitense.

## Biografia
Nel corso della sua carriera ha creato abiti per tantissime icone del cinema e della musica, come Carol Burnett, Cher, Judy Garland,     Diana Ross (da sola e, negli anni '60, con le Supremes), Tina Turner, Liza Minnelli, Mitzi Gaynor, Whitney Houston e Joan Rivers.
Ha vinto nove volte l'Emmy Awards e ha ricevuto tre volte la nomination agli Oscar per i migliori costumi (1973, 1976 e 1982).
Tra i lavori per cui viene maggiormente ricordato vi sono quelli fatti per The Carol Burnett Show, Staying Alive e Funny Lady, oltre che per alcuni degli abiti indossati negli anni da Cher, passati alla storia della moda.

## Filmografia parziale
- Spiccioli dal cielo (Pennies from Heaven), regia di Herbert Ross (1981)
- Per fortuna c'è un ladro in famiglia (Max Dugan Returns), regia di Herbert Ross (1983)